# 竹岡勝美
竹岡 勝美（たけおか かつみ、1923年（大正12年） - 2016年（平成28年）7月22日）は、日本の官僚。位階は従四位。
元警察閣僚の四方修は実弟。

## 人物
京都府亀岡市出身。警察庁で警察本部長を務め、首相官房を経て防衛庁で調達実施本部長。
警察庁交通規制課長時代の1970年、銀座通（中央通り (東京都)の銀座部分）他において日本初の歩行者天国を実施、またスクランブル交差点を発案。
冷戦終結まで盛んに喧伝された「ソ連脅威論」を、経験を元に“日本を自国の世界戦略に組み込んでおきたかったアメリカによるプロパガンダだった、その証拠に仮想敵国をソ連として北海道で行なわれた演習に米軍は参加しなかった”とインタビューで切り捨てた。

## 略歴
- 1948年（昭和23年） 京都大学法学部卒業、国家地方警察本部入庁
- 警察庁人事課課長補佐
- 1963年（昭和38年）5月31日 神奈川県警察本部交通部長
- 1965年（昭和40年）8月14日 大阪府警察本部交通部長
- 1967年（昭和42年）7月21日 鳥取県警察本部長
- 1968年（昭和43年）9月10日 警察庁交通局交通指導課長
- 1970年（昭和45年）7月10日 警察庁交通局交通規制課長
- 1972年（昭和47年）11月2日 岡山県警察本部長
- 1974年（昭和49年）10月4日 内閣総理大臣官房交通安全対策室長
- 1976年（昭和51年）1月13日 防衛庁人事教育局長
- 1977年（昭和52年）7月15日 防衛庁長官官房長
- 1978年（昭和53年）11月1日 防衛庁調達実施本部長
- 1980年（昭和55年）
  - 6月6日 退官
  - 9月10日 日本住宅公団監事
- 1981年（昭和56年）10月1日 住宅・都市整備公団監事
- 1983年（昭和58年）7月15日 同退任
- 1993年（平成5年）11月3日 勲三等旭日中綬章受章
- 2016年（平成28年）7月22日　死去、叙従四位[3]

## 著書
- 『戦なきは武人の本懐　私の防衛本論』（1999年、大阪経済法科大学出版部）
- 『我、自衛隊を愛す 故に、憲法9条を守る　防衛省元幹部3人の志』（2007年、かもがわ出版）共著：小池清彦、箕輪登